# ハリー・ポッターと謎のプリンス (サウンドトラック)
『ハリー・ポッターと謎のプリンス』は、ニコラス・フーパーが作った、同名の2009年のハリー・ポッターシリーズの映画のサウンドトラック。スコアはフーパーとアラスタファー・キングにより行われた。フーパーは1作前の映画『ハリー・ポッターと不死鳥の騎士団』のスコアも担当しており、本作は彼による2作目のサウンドトラクでもある。2009年7月14日に発売されたサウンドトラックは映画の公開前日に発売され、映画のためのベストスコアサウンドトラックアルバムのグラミー賞にノミネートされた。サウンドトラックは絶賛され、シリーズの中で最も成功したアルバムである。

## 概要
ハリー・ポッターのウェブサイトでは、トラックの1つ（Ginny）のプレビューがバックグラウンドで再生される仕様となっている。 6月17日、映画の更新された公式サイトの背景に3つのトラックのプレビューが行われた。サウンドトラックの13トラックの15秒間のオーディオプレビューは6月19日に Virgin Mobile のウェブサイトからリリースされた。サウンドトラックは60分以上収録されている。
6月30日、AOL Radioはサウンドトラック全体をオンラインでプレビューした。

## 収録曲
| #         | タイトル                                              | 作詞  | 作曲・編曲 | 時間 |
| --------- | ----------------------------------------------------- | ----- | ---------- | ---- |
| 1.        | 「死喰い人の襲撃」(Opening)                           |       |            | 2:53 |
| 2.        | 「イン・ノクテム(我が魂を闇夜に運べ)」(In Noctem)     |       |            | 2:00 |
| 3.        | 「物語のはじまり」(The Story Begins)                  |       |            | 2:05 |
| 4.        | 「ジニー」(Ginny)                                     |       |            | 1:30 |
| 5.        | 「スネイプと破れぬ掟」(Snape & the Unbreakable Vow)   |       |            | 2:50 |
| 6.        | 「ウィーズリーいたずら専門店」(Wizard Wheezes)        |       |            | 1:42 |
| 7.        | 「ダンブルドアのスピーチ」(Dumbledore's Speech)       |       |            | 1:31 |
| 8.        | 「生ける屍の水薬」(Living Death)                      |       |            | 1:55 |
| 9.        | 「憂いのふるい」(Into the Pensieve)                   |       |            | 1:45 |
| 10.       | 「魔法薬の本」(The Book)                              |       |            | 1:44 |
| 11.       | 「ロンの勝利」(Ron's Victory)                         |       |            | 1:44 |
| 12.       | 「ハリーとハーマイオニー」(Harry & Hermione)          |       |            | 2:52 |
| 13.       | 「学校!」(School!)                                    |       |            | 1:05 |
| 14.       | 「マルフォイの使命」(Malfoy's Mission)                |       |            | 2:53 |
| 15.       | 「なめくじパーティ」(The Slug Party)                  |       |            | 2:11 |
| 16.       | 「危急の時」(Into the Rushes)                         |       |            | 2:33 |
| 17.       | 「アラゴグの埋葬」(Farewell Aragog)                   |       |            | 2:08 |
| 18.       | 「ダンブルドアの不吉な予感」(Dumbledore's Foreboding) |       |            | 1:18 |
| 19.       | 「恋と争い」(Of Love & War)                           |       |            | 1:17 |
| 20.       | 「ハリー、ジニーにキスする」(When Ginny Kissed Harry) |       |            | 2:38 |
| 21.       | 「スラグホーンの記憶」(Slughorn's Confession)         |       |            | 3:33 |
| 22.       | 「洞窟の中へ」(Journey to the Cave)                   |       |            | 3:08 |
| 23.       | 「水盆の液体」(The Drink of Despair)                  |       |            | 2:44 |
| 24.       | 「亡者の軍団」(Inferi in the Firestorm)               |       |            | 1:53 |
| 25.       | 「ダンブルドアの死」(The Killing of Dumbledore)       |       |            | 3:34 |
| 26.       | 「さようならダンブルドア」(Dumbledore's Farewell)     |       |            | 2:22 |
| 27.       | 「固い友情」(The Friends)                             |       |            | 2:00 |
| 28.       | 「ウィーズリー・ストンプ」(The Weasley Stomp)         |       |            | 2:51 |
| 合計時間: | 合計時間:                                             | 62:40 |            |      |

サウンドトラックに収録されていない音楽は "Friends and Love"（Fandangoの映画のチケットを購入したときに出てきた "ハリー、ジニーにキスする"と "ハリーとハーマイオニー"のコンパイル）、 "Big Beat Repeat"（Gryffindorジョシュ・パウエルの「クイディッチ・マッチ」の後のコモンルーム）、"Murder & Escape"（ダンブルドアが天文塔から落ち、ハリーがスネイプを追う時に聞こえる音楽）である。なお、"Murder & Escape" は正式に決定したタイトルではない。